# Бенефит специјалиста
Бенефит специјалиста је особа запослена у установи социјалне заштите или другој институцији која помаже становништву, посебно старим особама, да се информишу о могућим бенефитима и остваре их у складу са критеријумима различитих бенефит програма.